# Stade Balear
Le Stade Balear (en espagnol : Estadio Balear) est un stade de football espagnol situé sur la Via de Cintura du quartier de Son Güells de la ville de Palma, sur l'île de Majorque dans les îles Baléares.
Le stade, doté de 6 500 places et inauguré en 1960, sert d'enceinte à domicile à l'équipe de football du Club Deportivo Atlético Baleares.

## Histoire
Les travaux du stade débutent en 1959 pour s'achever un an plus tard. Il est inauguré le 8 mai 1960 lors d'une victoire 2-0 en amical des locaux de l'Atlético Baleares sur les Anglais de Birmingham City.
Le 14 juin 2013, le stade est fermé par le conseil municipal de Palma en raison d'un risque d'effondrement. Quatre ans et demi plus tard, le 14 décembre 2017, les travaux de rénovations du stade débutent, augmentant sa capacité d'accueil à 6 500 spectateurs.
Durant la fermeture du stade, le club joue temporairement au Terrain de Son Malferit.